# Netelia vinulae
Netelia (Netelia) vinulae – gatunek błonkówki z rodziny gąsienicznikowatych i podrodziny Tryphoninae.

## Opis
Głowa żółta z brązowoczarnym rejonem między przyoczkami. W widoku grzbietowym ciemię silnie wypukłe. Czułki, potylica, tułów, odwłok i odnóża rudożółte. Śródtarczka, tylne uda i metasoma ciemniejsze. Przednie skrzydło długości 13,9–15,8 mm. Samiec o hypopygium umiarkowanie długim, ściętym i wypukłym na wierzchołkowym brzegu. Wierzchołkowa część grzbietowej krawędzi paramer nieobrzeżona.

## Biologia
Gatunek jest parazytoidem. Pasożytuje na motylach z rodzin sówkowatych, zawisakowatych, garbatkowatych, barczatkowatych i brudnicowatych oraz błonkówkach z rodziny bryzgunowatych.

## Rozprzestrzenienie
W Europie wykazany został z Austrii, Bułgarii, Czech, Finlandii, Francji, Holandii, byłej Jugosławii, Łotwy, Niemiec, Polski, Rumunii, Rosji, Sardynii, Słowacji, Szwecji, Szwajcarii, Ukrainy, Węgier, Wielkiej Brytanii i Włoch. Poza Europą znany z Izraela, Iranu, Indii i Japonii.